# TIMMDC1
TIMMDC1‏ (Translocase of inner mitochondrial membrane domain containing 1) هوَ بروتين يُشَفر بواسطة جين TIMMDC1 في الإنسان.